# أ ترايب كولد كويست
أ ترايب كولد كويست (A Tribe Called Quest) هي فرقة راب موسيقية من مدينة نيويورك بالولايات المتحدة، تشكلت في عام 1988. أعضاء الفرقة هم كمال فريد (نكاشة قطنية) ومالك تايلور (Phife Dawg) وعلي شهيد محمد، بالإضافة إلى جاروبي وايت (Jarobi White) الذي ترك الفرقة بعد صدور الألبوم الأول لها. لمدة 10 أعوام أصدروا خمس ألبومات حتى عام 1998، لكن الفرقة عادت في عام 2006 بعدما أقامت الحفلات الموسيقية في الولايات المتحدة. حققت بعض أعمالهم نجاحًا كبيرًا، من بينها ألبوم "Beats, Rhymes and Life" الذي صدر في يوليو عام 1996 والذي احتل المركز الأول في سباق ألبومات الولايات المتحدة (Billboard 200 chart). أشهر أغانيهم "What" و"Jazz".

## وصلات خارجية
- أ ترايب كولد كويست على موقع IMDb (الإنجليزية)
- أ ترايب كولد كويست على موقع ميوزك برينز (الإنجليزية)
- أ ترايب كولد كويست على موقع رولينغ ستون (الإنجليزية)
- أ ترايب كولد كويست على موقع أول ميوزيك (الإنجليزية)
- أ ترايب كولد كويست على موقع ديسكوغز (الإنجليزية)

- الموقع الرسمي